# 1219
- Wikisource

| Calendário gregoriano                                                        | 1219 MCCXIX                                          |
| Ab urbe condita                                                              | 1972                                                 |
| Calendário arménio                                                           | 668 – 669                                            |
| Calendário bahá'í                                                            | -625 – -624                                          |
| Calendário budista                                                           | 1763                                                 |
| Calendário chinês                                                            | 3915 – 3916 Início a 18 de janeiro (aproximadamente) |
| Calendário copta                                                             | 935 – 936                                            |
| Calendário etíope                                                            | 1211 – 1212                                          |
| Calendários hindus - Vikram Samvat - Calendário nacional indiano - Cáli Iuga | 1274 – 1275 1140 – 1141 4319 – 4320                  |
| Calendário Holoceno                                                          | 11219                                                |
| Calendário islâmico                                                          | 616 – 617                                            |
| Calendário judaico                                                           | 4979 – 4980                                          |
| Calendário persa                                                             | 597 – 598                                            |
| Calendário rúnico                                                            | 1469                                                 |
| Calendário solar tailandês                                                   | 1762                                                 |

1219 (MCCXIX, na numeração romana) foi um ano comum do século XIII do Calendário Juliano, da Era de Cristo, e a sua letra dominical foi F (52 semanas), teve início a uma terça-feira e terminou também a uma terça-feira.
No reino de Portugal estava em vigor a Era de César que já contava 1257 anos.
| Ano completo                       |
| ---------------------------------- |
| Ano comum com início à terça-feira |

## Eventos
- Tratado de Baronal, que consagra a aliança entre D. Afonso II de Portugal e Afonso IX de Leão contra o novo rei de Castela, Fernando III. No entanto, os conflitos entre Portugal e Leão só acabariam em 1230, depois da morte de Afonso IX.
- União das coroas de Leão e Castela, que passam a ter por principal objectivo a luta contra o poder muçulmano.
- Encontro de São Francisco de Assis com o Sultão do Egito Malek al-Kamel. Em plena quinta Cruzada, em junho de 1219, Francisco, depois de algumas tentativas fracassadas, subiu em um barco e chegou ao porto de São João de Acre, no norte da Palestina (atual cidade israelense de Acre) com o objetivo de visitar o Sultão do Egito.

## Mortes
- Iolanda de Hainaut n. 1175, foi Imperatriz de Constantinopla.
- Outubro - Gaucher III de Châtillon n. 1166, foi senescal da Borgonha, Senhor de Châtillon-sur-Marne e conde de Saint-Pol.